# 시바타 카요코
시바타 카요코(일본어: 柴田 かよこ, 1980년 2월 21일 ~ )는 일본의 전 여배우이다.

## 내력
1998년 영화 가면의 여자로 데뷔하였으며 1999년 구급전대 고고파이브(파워레인저 레스큐)에서 고 핑크로 인기를 끌었다. 방영 당시에는 사카쿠치 모니카(坂口 望二香)로 활동하다가 2004년 시바타 모나(柴田もな)로 활동하였고 2005년부터 현재의 이름을 쓰고 있다.
고고파이브 이후의 작품은 2003년 영화 주온이며 2009년 사무라이전대 신켄저에서 유치원 선생(제12화)역으로 특별출연. 2011년 해적전대 고카이저(파워레인저 캡틴포스)에서 13년 만에 타츠미 마츠리 역으로 특별 출연(제23화). 2014년 영화 붉은 파괴에 주연하였다. 2012년부터는 일본, 타이완을 오가며 활동 중.
2020년 자신의 블로그에서 현재는 연예계를 떠나 다른 일을 하고 있다고 보고했다.

## 인물
한류 관련 콘서트에 참여하는 등 친한 계열에 꽤 모습을 비추고 있으며 2011년 나의 사랑 코리아를 통해 방한. 2011년 동일본 대지진 때 성금모금에 참여한 대한민국 국민들에게 블로그를 통해 감사를 표했다.
취미는 일본무용, 과자만들기, 중국어이다.

## 작품 활동

### 드라마
가면의 여자（1998년 10월, TBS)- 데뷔작
슈퍼전대 시리즈（아사히 TV） 구급전대 고고파이브（1999년 - 2000년） - 타츠미 마츠리 / 고 핑크(음성)
사무라이전대 신켄저（2009년, 아사히 TV） - 카나
해적전대 고카이저（2011년, 아사히 TV） - 타츠미 마츠리
access（2000년 10월, 간사이 테레비） - 시바타 미유키
여기는 제3사회부（2001년, TBS） - 미노리
월요 미스테리극장 호스티스 탐정 위기일발!」（2002년, TBS） - 마유미
월요 미스테리극장 훔친 G구성 니카이도 유키」（2002년, TBS） - 나츠미
휴대폰 형사 제니가타 아이 제4화（2002년, BS-i） - 여월
킬러조（2003년, BS-i）
독신3!! 제3화（2003년, 아사히 TV） -하루미
토요 미스테리 극장 함정 수사관 키타미 시호」（2014년, 아사히 TV） - 시노하라 유우코

### 영화
사랑을 노래하면♪(2002년, 토에이)
주온 (2003년, 니카츠) - 마리코
춤추는 대수사선 THE MOVIE 레인보우 브릿지를 봉쇄하라（2003년 3월 26일, 도호） - 경찰서 관광객 상담원 여경
지옥의 프로레슬링（2005년, 아이트윈） 아이다 에리
샤또 드 로제스 (2005년, 아이트윈) - 로즈마리
추억의 강（2008년, 요시모토흥업） - 유리
붉은 파괴 (2014년, 레이즈 인터네셔널) - 아키
BLACK ROOM (2015년,츠지오카프로덕션 ) - 싸우고 있는 여성

### 예능
나의 사랑 코리아 (2011년, 테레비 도쿄)

### V시네마
구급전대 고고파이브 격돌!새로운 초전사(1999년, 토에이)-타츠미 마츠리/고 핑크(음성)
구급 전대 고고파이브 VS 긴가맨(2000년, 토에이)-타츠미 마츠리/고 핑크(음성)
미래전대 타임레인저 VS고고 파이브(2001년, 토에이)-타츠미 마츠리/고 핑크(음성)
좀비 가게 레이코 Vol.2(2004년)-미즈노 요코
좀비 가게 레이코 Vol.3(2004년)-미즈노 요코